# Debre Zeit
Debre Zejt (amh. ቢሾፍቱ, dawniej Bishoftu) – miasto w środkowej Etiopii; w regionie Oromia; nad kraterowym jeziorem Bishoftu; na wysokości około 1850 m; ok. 128 tys. mieszkańców (2013). Ośrodek handlowy; szkoła pedagogiczna; baza lotnictwa wojskowego.